# Franz Kafka-szobor (Prága)
A Franz Kafka-szobrot 2003. december 4-én avatták fel Prágában. A szobor, amely Jaroslav Róna cseh művész alkotása, a híres német-zsidó író első prágai emlékműve.

## A pályázat
A prágai városi tanács 2000-ben írt ki pályázatot a szoborra. A berkezett hét javaslat közül Jaroslav Róna tervét választották ki. A szobor két év és nyolc hónap alatt készült el. Az alkotást a Franz Kafka-társaság finanszírozta a TV Nova és a városi tanács anyagi segítségével. A teljes projekt négymillió koronába került.
A szobor az egykori zsidóváros (Josefov) és a keresztény terület (Staré město) határán, a Dušní és Vězeňská utca találkozásánál, egy kicsi téren kapott helyet. Az alkotás mögött közvetlenül a Spanyol zsinagóga, illetve a Szentlélek katolikus templom áll. A szobor elhelyezése szimbolikus, mivel a városi tanács a helyválasztással jelezni akarta, hogy Prágában hosszú időn át együtt éltek csehek, németek és zsidók, illetve különböző vallási közösségek. A hely különlegességét adja az is, hogy a Dušní utca 27. számú házban élt Franz Kafka.
A szobor felavatásán Pavel Bém, Prága polgármestere kijelentette: "Ma rendezzük történelmünk és a 20. század egyik legnagyobb írójával szembeni régi tartozásunkat."

## Az alkotás
A fekete bronzszobor 3,75 méter magas, súlya 800 kilogramm. Egy nagy, öltönyös, arctalan férfialak nyakában Kafka figurája ül, aki könnyen felismerhető jellegzetes kalapjáról. Jobban megvizsgálva az alkotást kiderül, hogy az alsó alak igazából csak üres ruha. Jaroslav Róna azt mondta, hogy a szobrot Franz Kafka egyik korai novellája, az Egy küzdelem leírása ihlette. A szobor kicsinyített mását kapják meg a Franz Kafka-díj kitüntetettjei.

## Egy küzdelem leírása
Az alkotónak ihletet adó novellában ezekkel a mondatokkal kezdődik a különös, a szobor által megörökített utazás: "És már ugrottam is meglepő ügyesen ismerősöm nyakába, és öklömet bordái köz nyomva könnyű ügetésre serkentettem. Amikor azonban még egy kicsit akaratosan toporzékolt, sőt meg is állt, csizmámmal több ízben megsarkantyúztam, hogy némiképp felélénkítsem." (Tandori Dezső fordítása)